# جک لیپشام
جک لیپشام (انگلیسی: Jack Lipsham؛ 1881 – ۱۹۵۹ (۷۷−۷۸ سال)) بازیکن فوتبال اهل بریتانیا بود.
از باشگاه‌هایی که در آن بازی کرده‌است می‌توان به باشگاه فوتبال رکسهام و باشگاه فوتبال لیورپول اشاره کرد.